# スプリットスクリーン (映画)
スプリットスクリーンとは画面において二つないしは複数に分割されて映される映像の表現技法。
脚本で指示される場合とそうでない場合がある。
脚本上では各シーンを別に書いて、ト書きもしくはセリフの役名の下に(同時に)と書かれることが多い。

## 使用作品
- エドウィン・S・ポーター
  - アメリカ消防夫の生活 （1903）
- ロイス・ウェバー
  - サスペンス（英語版） （1913）
- アベル・ガンス
  - ナポレオン （1927）
- エド・ウッド
  - グレンとグレンダ （1953）
- マイケル・ゴードン
  - 夜を楽しく （1959） 三角スプリット
- フランシス・トンプソン
  - 生きている！ （1964）
- ジョン・フランケンハイマー
  - グラン・プリ （1966）
- ポール・モリッシーとアンディ・ウォーホル
  - チェルシーガールズ （1966）
- リチャード・フライシャー
  - 絞殺魔 （1968）
- マイケル・ウォドレー
  - ウッドストック/愛と平和と音楽の三日間 （1970）
- ジョージ・シートン
  - 大空港（1970年）
- 市川崑
  - 女王蜂（1978年）
- オリヴァー・ストーン
  - ウォール街 （1987）
- ロバート・ゼメキス
  - バック・トゥ・ザ・フューチャー PART2 （1989）
- クエンティン・タランティーノ
  - ジャッキー・ブラウン （1997）
  - キル・ビル （2003）
- マイク・フィギス
  - タイムコード （2000）
- ショーン・レヴィ
  - ビッグライアー （2002）
- スパイク・ジョーンズ
  - アダプテーション  （2002）
- アン・リー
  - ハルク （2003）
- ブライアン・デ・パルマ: 多くの作品に見られる
  - ディオニュソス (1970)
  - ファントム・オブ・パラダイス (1974)
  - 悪魔のシスター(1974)
  - キャリー (1976)
  - ミッドナイトクロス (1981)
  - スネークアイズ (1998)
  - フェムファタル (2002)
- ソフィア・コッポラ
  - ヴァージン・スーサイズ (1999)
- アレクサンダー・ペイン 
  - サイドウェイズ
- ハンス・カノーザ　
  - カンバセーションズ (2005)
- ダンカン・ジョーンズ
  - 月に囚われた男 (2009)
- マーク・ウェブ
  - (500)日のサマー (2009)
- ベルトラン・ボネロ
  - メゾン ある娼館の記憶 (2011)
  - Saint Laurent (2014)
- ギャスパー・ノエ
  - VORTEX ヴォルテックス (2021)